# Alexandre de Rieux, Marquis de Sourdéac
Alexandre, sieur de Rieux, Prince de la Maison de Bretagne, marquis de Sourdéac, Neufbourg, Ouestant et Coëtmeur (* 1619; † 7. Mai 1695 in Amsterdam) war ein bretonischer Adliger, bekannter Bühnenbildner und Theatermaschinist, der an der Gründung der Pariser Oper beteiligt war.

## Leben
Voltaire schrieb über ihn, er habe die Künste zu sehr geliebt, sei verarmt und ruiniert gestorben, nachdem er die Oper in französischer Sprache auf den Weg gebracht habe. In einem Nachruf behauptete die Gazette d’Amsterdam, er habe als Erster von Ludwig XIV. ein Theaterpatent für Paris erhalten, was nicht zutrifft – tatsächlich ging das Patent an Pierre Perrin. Teils glaubte man auch, dies sei nur ein Tarnname gewesen, den Rieux wählte, um seine Familie nicht mit derlei Geschäft in Verbindung zu bringen.

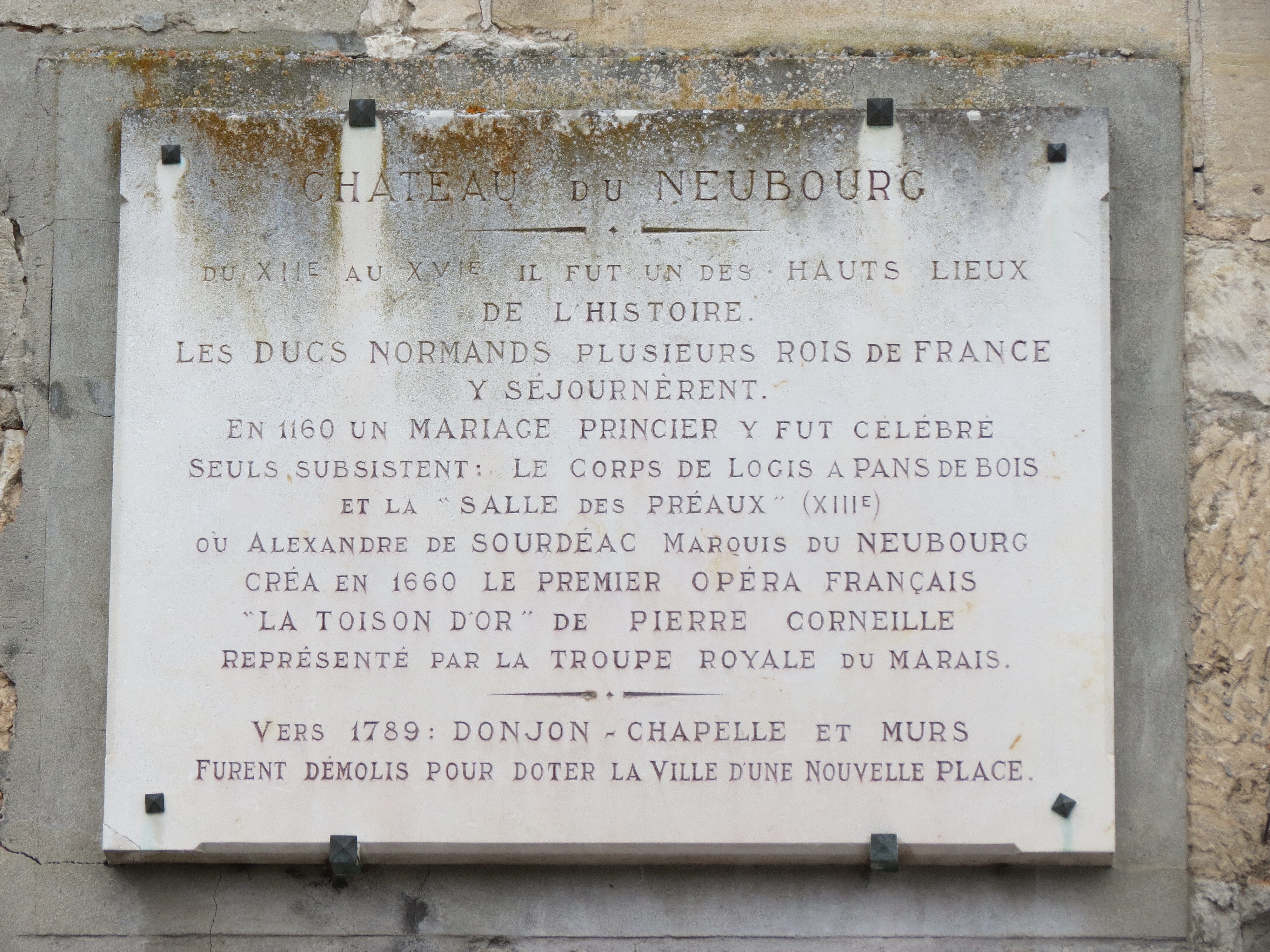
Gedenktafel am Vieux Château (Le Neubourg) – der Hinweis, La Toison d’or sei die erste französische Oper gewesen, trifft nicht zu.

Alexandre war der älteste Sohn von Gui de Rieux und Louise de Vieux-Pont. Ihn zeichnete handwerkliches Geschick und Interesse an Mechanik aus. Die damals rapide sich entwickelnden Bühnenmaschinerien boten ihm ein ideales Betätigungsfeld. 1660 produzierte er auf seinem Schloss Neubourg Pierre Corneilles La Toison d’or (Das Goldene Vlies). Die von ihm fabrizierte Bühnentechnik vermachte er anschließend der engagierten Pariser Truppe Théâtre du Marais. Im damals größten Theater, dem Théâtre des Tuileries, handhabte er 1662 bei der Aufführung von Francesco Cavallis Oper Ercole amante die Theatermaschinen. Sourdéac ließ seine Frau mit 13 Kindern auf dem Land zurück, lebte von 1667 an in Paris und machte bald die Bekanntschaft von Laurent Bersac.
Am 28. Juni 1669 erhielt Pierre Perrin von König Ludwig XIV. zur Gründung der „Académie d’Opéra“ ein Privileg, zu dem er als Geschäftspartner Alexandre de Rieux und dessen unentwegten Begleiter Laurent Bersac wählte, Sohn eines einfachen Unteroffiziers, der sich aber „Fondant de Champeron“ nannte und vorher Tätigkeiten als Spitzel und Gerichtsvollzieher ausgeübt hatte. Rieux war zwar von echtem, altem bretonischen Adel, hatte aber einen Ruf als Mörder und Pirat an der dortigen Küste, als Wucherer, Falschmünzer und Dieb. Was ihn für Perrin nützlich machte, war seine Befähigung zur Bedienung einer Bühnenmaschinerie und die Mittel zur Einrichtung eines Theaters.
Perrin hatte bereits zu Beginn des Projekts Probleme mit einem Gläubiger, dem Parlamentsrat Gabriel Bizet de La Barroire, konnte nichts zur Finanzierung einer Theatereinrichutng beitragen, hatte aber die Idee, dass die Gesellschaft, in der er mit Robert Cambert zusammen die künstlerische Leitung hatte, ihn finanziell sanieren sollte. Dies funktionierte drei Monate lang, bis es zur Umsortierung der Machtverhältnisse durch Rieux und Bersac kam: Cambert wurde einfacher Angestellter und der nicht besonders geschäftstüchtige Perrin spielte kaum mehr eine Rolle – nur sein Name zählte, da Inhaber des Privilegs. Dass ihre Oper Pomone einen unglaublichen Erfolg hatte und jede der 146 Aufführungen 1000 bis 4000 Livres in die Kasse brachte, nützte den künstlerischen Leitern nun wenig. Perrin erstattete gegen seine Geschäftspartner am 9. Mai 1671 Anzeige, wurde selbst aber am 15. Juni auf Betreiben von de La Barroire in der Conciergerie eingesperrt. Die Wirkung seiner eigenen Anzeige gegen Rieux und Bersac wurde von ihm dann anscheinend falsch eingeschätzt: Er meinte, mit seinem Privileg nun wieder nach eigenem Gutdünken verfahren und es verkaufen zu können. Abnehmer war der Komponist Jean de Granouilhet, écuyer sieur de Sablières, „intendant de la musique de Monsieur“. Im Dezember 1671 tat sich Sablières zwecks Nutzbarmachung des Privilegs mit Henri Guichard zusammen, an den er die Hälfte seiner Rechte verkaufte.

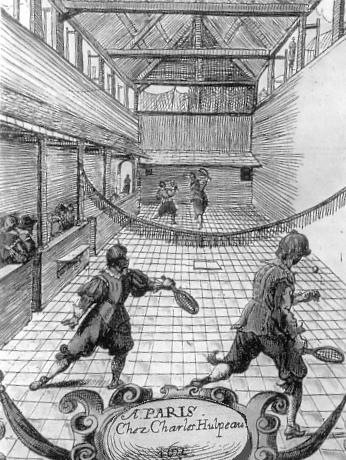
Jeu de paume im 17. Jahrhundert, wie es von Alexandre de Rieux zum Theater umgebaut wurde.

Das vom König erteilte Privileg, das doch ein gewisses Ansehen genießen sollte, ging nun unter in Rechtshändeln von Personen, die mitunter im Gefängnis saßen oder bereits einschlägige Erfahrungen gemacht hatten. So kam es, dass das erteilte Privileg von Ludwig XIV. zurückgezogen wurde und Jean-Baptiste Lully, der vorher Perrin in der Conciergerie aufgesucht, ihm das Privileg abgekauft und zur Freiheit verholfen hatte, neuer Leiter der Opernakademie wurde.

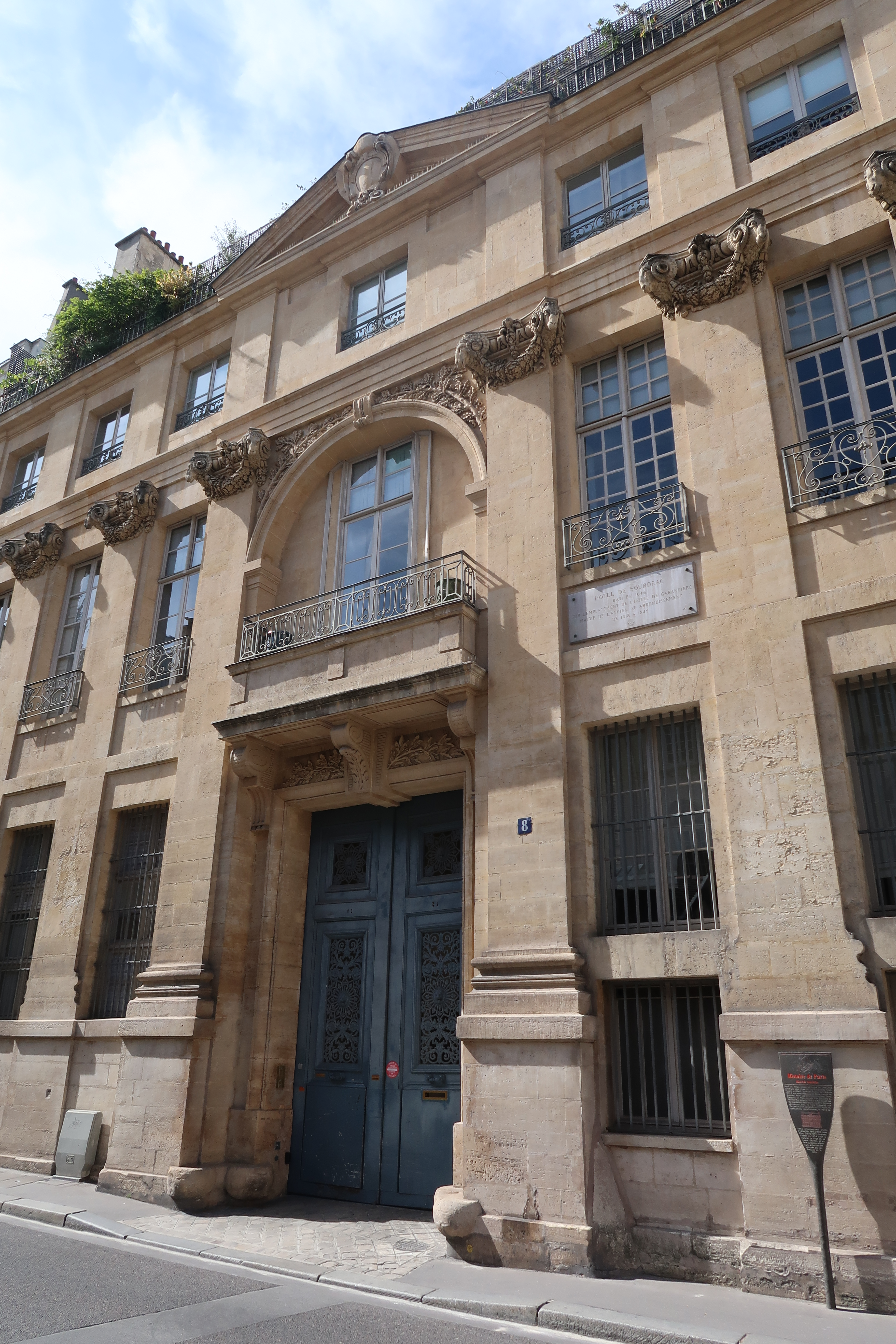
Von René de Rieux 1651 an seinen Neffen Alexandre vermachtes Anwesen in Paris.

Sourdéac wird oft geschildert als jemand, der sich gerne in Kneipen und Bordellen aufhielt, trotz Frau und Töchter Dirnen zu sich ins Haus nahm und unablässig lästerte und fluchte. Anlass hatte er 1672 hierfür allemal. Das von ihm für Pomone im Jeu de paume de Béquet eingerichtete Theater wurde von der Polizei noch vor der Premiere geschlossen – Perrin hatte vergessen, eine Genehmigung zu beantragen. Dem zweiten Opernhaus im Jeu de paume de la Bouteille, Petite-rue de Nesle (bzw. 42, rue Mazarine), erging es nach Pomone bald ebenso, als Lully nicht willens war, den überzogenen Preis zu zahlen, den Sourdéac und Champeron hierfür forderten. 30.000 Livres wollte Sourdeác für den Saal, davon 14.000 sofort. Der 1670 zum Theater umgebaute Ballspielsaal wurde schließlich von La Grange für Molières verwaiste Truppe angemietet und so zur Wiege für die Comédie-Française. La Grange lieh sich das Geld von Molières Schwager André Boudet. Das Haus bekam einen anderen Namen und verstärkt durch die besten Leute des Théâtre du Marais nannte man sich nun „La Troupe du roi à l‘Hôtel Guénégaud“. Erstes Stück war der Tartuffe, der Mercure galant sparte nicht mit Lob, auch für den Erbauer des Theaters – wohl nicht ohne Hintergedanken der Redakteure Donneau de Visé und Thomas Corneille. Letzterer sah 1674 sein Circé von der Bühne aufgeführt mit Sourdéac als Theatermaschinist. Alexandre de Rieux, Marquis de Sourdéac starb verarmt.